# Scutellinia citrina
Scutellinia citrina är en svampart som först beskrevs av Massee & Crossl., och fick sitt nu gällande namn av Y.J. Yao & Spooner 1995. Scutellinia citrina ingår i släktet Scutellinia och familjen Pyronemataceae.  Arten är reproducerande i Sverige. Inga underarter finns listade i Catalogue of Life.